# Tetraodontoidei
Sous-ordre
Les Tetraodontoidei (anciennement Gymnodontes) sont un sous-ordre de poissons téléostéens de l'ordre des Tetraodontiformes.

## Description
D'après Nelson et al. : 

« Les "dents" de la mâchoire sont fusionnées (les vraies dents sont absentes chez les adultes - les mâchoires supérieure et inférieure ont des arêtes coupantes ; un bec d'apparence similaire se trouve chez les Scaridae) ; selon la présence ou l'absence de sutures, il peut y avoir deux, trois ou quatre de ces "dents" ; la mâchoire supérieure n'est pas protractile ; l'os post-temporal est absent ; l'urohyal est absent sauf chez le genre Triodon ; le bassin est absent sauf chez le genre Triodon et la nageoire pelvienne (colonne vertébrale et rayons) est absente »

## Systématique
Ce sous-ordre n'est reconnu ni par le World Register of Marine Species ni par FishBase, qui passent directement de l'ordre aux familles. Il est en revanche retenu en tant que sous-ordre des Tetraodontiformes par les deux autres références majeures en ichtyologie que sont l'ouvrage Fishes of the World de Nelson et le catalogue Eschmeyer (ECoF), maintenu par l'Académie des Sciences de Californie. 
Historiquement la première mention des Tetraodontoidei semble être celle du volume 5 de l'Atlas Ichtyologique de Bleeker en 1865. Mais ce terme y est utilisé pour désigner la deuxième famille de l'ordre des Gymnodontidi. Son utilisation au rang de sous-ordre apparaît dans Berg (1940), mais orthographié en tant que « подотряд Tetrodontoidei » (sous-ordre  Tetrodontoidei). 

## Liste des familles
D'après Nelson et al., le sous-ordre des Tetraodontoidei comprend trois familles, 36 genres et 218 espèces. :
- Molidae : trois genres et quatre espèces.
- Tetraodontidae : 26 genres et environ 196 espèces, réparties en deux sous-familles (les Tetraodontinae et les Canthigrastinae).
- Diodontidae : sept genres et 18 espèces.

Par ailleurs, 2 genres fossiles sont rattachés à ce sous ordre : †Eoplectus et †Zignoichthys.
Le catalogue Eschmeyer (ECoF), rattache également la famille des Triodontidae à ce sous-genre, alors que pour ITIS (18 avril 2022) il est composé seulement de deux familles :
- famille Diodontidae
- famille Tetraodontidae

## Développement - Ontogénèse
Le développement des Tetraodontoidei n'est pas très bien connu. Il a cependant fait l'objet d'un court chapitre en 1984 qui indique que ce sont des poissons ovipares, dont les œufs peuvent être pélagiques (Diodontidae et Molidae) ou démersaux (Tetraodontidae). Seules quelques espèces exercent des soins parentaux sur les œufs. Toutes les larves sont pélagiques.